# Дортмундський штадтбан
51°31′03″ пн. ш. 7°27′32″ сх. д. / 51.5175° пн. ш. 7.4588888888889° сх. д.
Дортмундський штадтбан (нім. Stadtbahn Dortmund) — мережа ліній штадтбану в Дортмунді (федеральна земля Північний Рейн-Вестфалія). Незважаючи на скорочену назвуU-Bahn (підземка), аналогічне метрополітенам Німеччини, ця мережа не є ні метро, ні легким метро. Разом з міською електричкою регіону система є складовою частиною транспортної системи «Рейн-Рур» . Оператором системи є компанія Dortmunder Stadtwerke AG (DSW21). 

## Історія
В 1960-х почали реалізовувати проект пов'язаної мережі швидкісного рейкового транспорту у містах Рейнсько-Рурського регіону. Першим в рамках цього проекту 5 жовтня 1967 відкритр Ессенський штадтбан. 
В 1976 введена в дію перша дистанція Кірхдерне-Грефель Дортмундського штадтбану, будівництво якого було розпочато 22 жовтня 1969. Це була повністю наземна дистанція завдовжки 4,1 км із шістьма станціями. 

27 травня 1983 була введена в експлуатацію перша підземна дистанція завдовжки 1,5 км з двома станціями Герде і Кларенберг. Але ще рік існуючі лінії використовувалися лише трамваями маршрутів 401 і 406. Офіційне відкриття Дортмундського штадтбану відбулося 2 червня 1984 запуском маршрутів U41 і U49. 

### Історія введення дистанцій в експлуатацію
| Дистанція      | Дистанція                                                     | Відкриття      | Маршрути (на середину 2010-х) |
| -------------- | ------------------------------------------------------------- | -------------- | ----------------------------- |
| В експлуатації | Kirchderne —Grevel (4,1 км; 6 станцій)                        | 1976           | U42                           |
| В експлуатації | Hörde —Clarenberg (1.5 км; 2 станції)                         | 1983           | U41                           |
| В експлуатації | Hacheney —Münsterstraße/Schützenstraße (9,5 км; 11 станцій)   | 1984           | U41, U49                      |
| В експлуатації | Märkischestraße —Willem-van-Vloten-Straße (2,7 км; 3 станції) | 1986           | U41                           |
| В експлуатації | Remydamm (0,3 км; 1 станція)                                  | 1990           | U45, U46                      |
| В експлуатації | Hafen —Huckarde Bushof (3,4 км; 4 станції)                    | 1992           | U47                           |
| В експлуатації | Stadtgarten —Franz-Zimmer-Siedlung (6,5 км; 11 станцій)       | 1992           | U42                           |
| В експлуатації | Stadtgarten —Städtische Kliniken (0,6 км; 1 станція)          | 1995           | U42                           |
| В експлуатації | Stadtgarten —Polizeipräsidium (1,3 км; 2 станції)             | 1996           | U45, U46                      |
| В експлуатації | Polizeipräsidium —Westfalenhallen (0,4 км; 1 станція)         | 1998           | U45, U46                      |
| В експлуатації | Städtische Kliniken —Grotenbachstraße (5,2 км; 9 станцій)     | 2002           | U42                           |
| В експлуатації | Unionstraße —Ostentor (1,8 км; 3 станції)                     | 2008           | U43, U44                      |
| планується     | Hacheney — Wellinghofen/Godekinstraße                         | поки не відомо | U49                           |
| планується     | Westfalenhütte — Kirchderne Bahnhof                           | поки не відомо | U44                           |
| Планується     | Huckrade Abzweig — Castrop-Rauxel/Ickern                      | поки не відомо | U47                           |
| планується     | Clarenberg — Overgünne                                        | поки не відомо | U41                           |

## Маршрутна мережа
| Номер маршруту | Напрямок маршруту | Кількість зупинок (підземних) |
| -------------- | --- | ----------------------------- |
| U41            | DO-Hörde Clarenberg — Hörde Bf — Märkische Str. — Stadthaus — Stadtgarten — Дортмунд-Головний — Fredenbaum — Grävingholz — Brechten Zentrum —Brambauer Verkehrshof                    | 28 (12)                       |
| U42            | DO-Hombruch Grotenbachstraße — Barop Parkhaus — Theodor-Fliedner-Heim — Möllerbrücke — Städtische Kliniken — Stadtgarten — Schulte Rödding — Kirchderne — Scharnhorst Zentrum —Grevel | 28 (7)                        |
| U43            | DO-Dorstfeld — Westentor — Kampstraße — Brackel — Asseln Aplerbecker Straße — Am Hagedorn —Wickede Post/DO-Wickede S                                                                  | 34 (5)                        |
| U44            | DO-Marten — Dorstfeld — Westentor Kampstraße —Westfalenhütte | 19 (4)                        |
| U45            | Dortmund Westfalenhallen — Markgrafenstr. — Stadthaus — Stadtgarten —Дортмунд-Головний ( —Hafen)                                                                                      | 8 (7)                         |
| U46            | Dortmund Westfalenhallen'Дортмунд-Головний' — Saarlandstraße — Stadtgarten —Brunnenstraße                                                                                             | 8 (8)                         |
| U47            | DO-Westerfilde — Huckarde — Hafen — Dortmund Hbf — Stadtgarten — Stadthaus — Märkische Str. — Westfalendamm —Aplerbeck                                                                | 27 (8)                        |
| U49            | DO-Hacheney — Rombergpark — Westfalenpark — Markgrafenstraße — Stadthaus — Stadtgarten — Kampstraße —Дортмунд-Головний — (Hafen)                                                      | 11 (8)                        |

## Рухомий склад

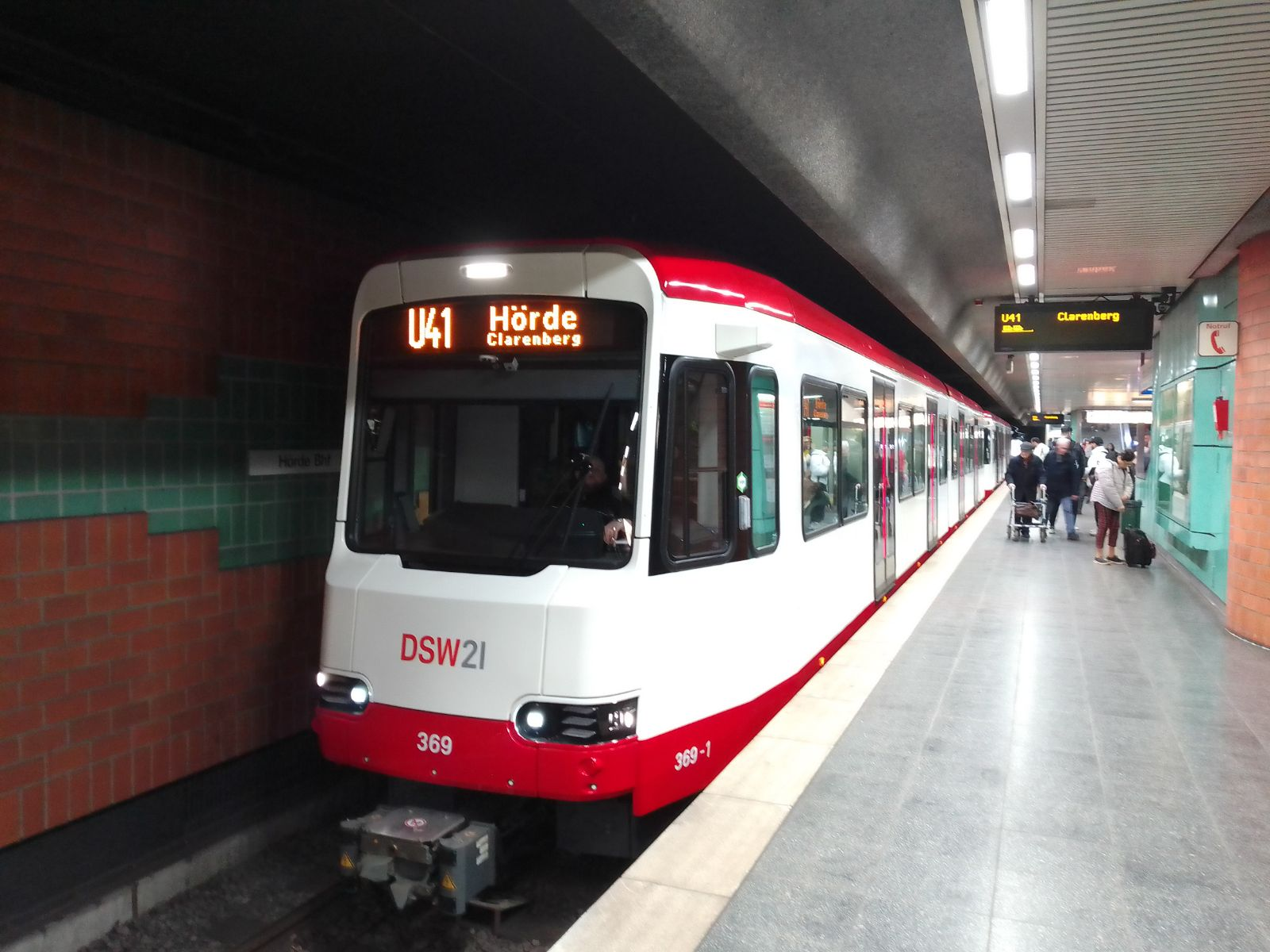
Склад B80D Vamos на станції Hörde Bahnhof

| Тип                                        | Роки випуску | Серії   |
| ------------------------------------------ | ------------ | ------- |
| B80C (B6C) (Stadtbahnwagen B)              | 1986-1993    | 301-343 |
| B80C8 (B8C, Реконструкція з B6C)           | 1993-1994    | 344-354 |
| B80C8 (B8C) (Stadtbahnwagen B)             | 1994-1999    | 355-364 |
| NGT8 (U43/44) (Bombardier Flexity Classic) | 2007-2010    | 1-47    |
| HeiterBlick B80D (Stadtbahnwagen B)        | з 2022       | 365-398 |

## Інтервал руху
| Маршрут | Інтервал                                                                                    |
| ------- | ------------------------------------------------------------------------------------------- |
| U41     | Brechten: 10 хв.; ввечері/по неділях — 15 хв. Brambauer: 20 хв.; ввечері/по неділях — 30 хв |
| U42     | 10 хв.; ввечері/по неділях — 15 хв.                                                         |
| U43     | 5-10 хв.; ввечері/по неділях — 15 хв.                                                       |
| U44     | 10 хв.; ввечері/по неділях — 15 хв.                                                         |
| U45     | 10 хв.; ввечері/по неділях — 15 хв                                                          |
| U46     | 10 хв.; ввечері/по неділях — 15 хв                                                          |
| U47     | 10 хв.; ввечері/по неділях — 15 хв                                                          |
| U49     | 10 хв.; ввечері/по неділях — 15 хв                                                          |

## Час роботи та вартість проїзду
Штадтбан працює з 3:30 (на деяких лініях з 4:30) до 00:45 (в п'ятницю та суботу  — до 2:30). 
Вартість проїзних квитків:
| Квиток                             | Зона А (в межах міста) | Зона B (за межі міста) |
| ---------------------------------- | ---------------------- | ---------------------- |
| Одиночний дорослий                 | 2,50 €                 | 4,70 €                 |
| Одиночний дитячий (до 15 років)    | 1,40 €                 | 1,40 €                 |
| Коротка поїздка (1 зупинка)        | 1,50 €                 | —                      |
| Денний проїзний на одного пасажира | 6,50 €                 | 10,90 €                |
| Денний проїзний на 5 осіб          | 12,20 €                | 18,10 €                |

## Галерея

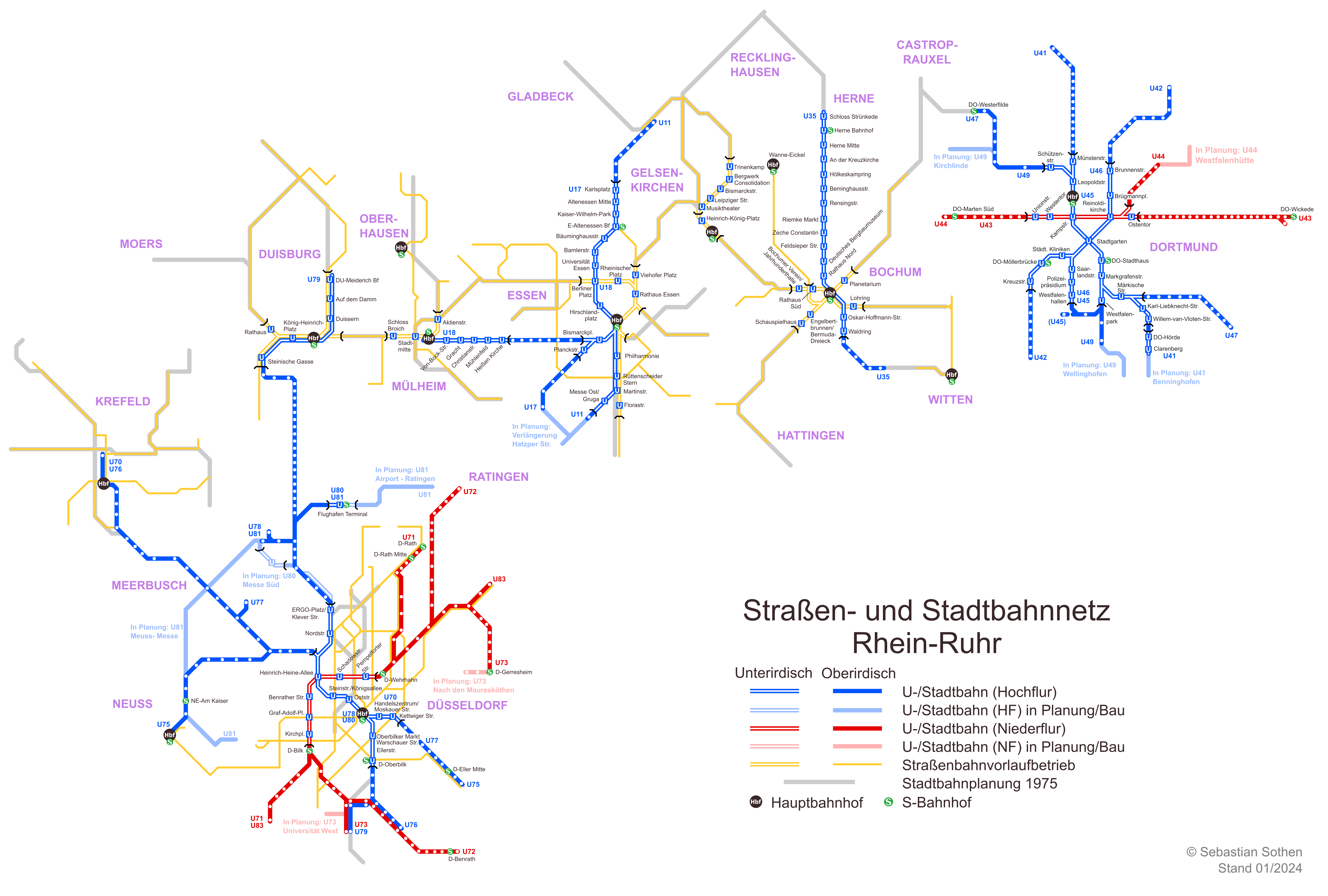
Схема швидкісного рейкового транспорту Рейнсько-Рурського регіону
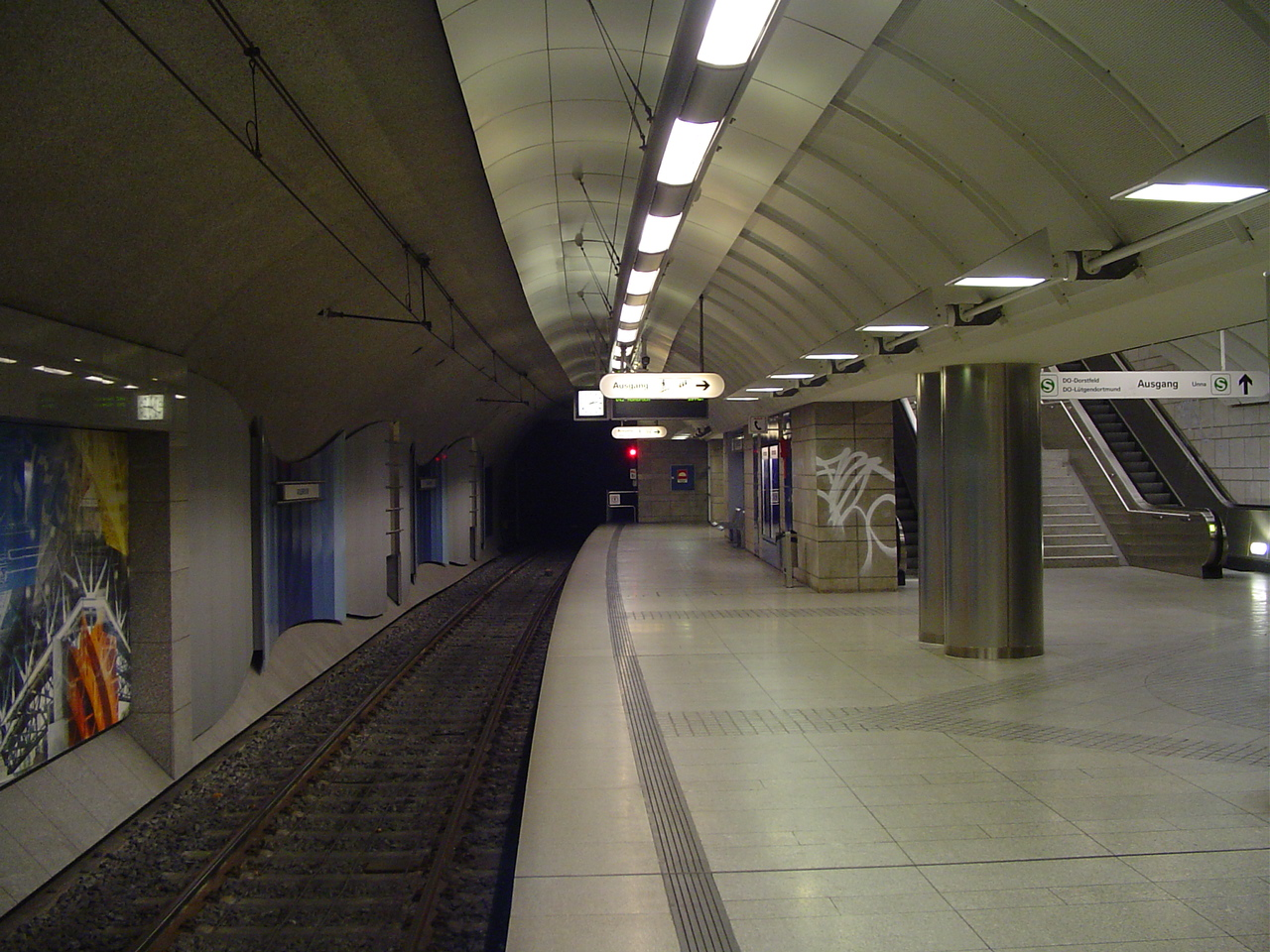
Станція Меллербрюкке